# قسطنطين ميراندا
قسطنطين ميراندا (بالإسبانية: Constantino Miranda)‏ هو عداء مسافات طويلة إسباني، ولد في 12 أبريل 1925 في سان باوديليو دي يوبريغات في إسبانيا، وتوفي بنفس المكان في 22 أبريل 1999.

## وصلات خارجية
- قسطنطين ميراندا على موقع أوليمبيديا (الإنجليزية)